# Lucie Ratajová

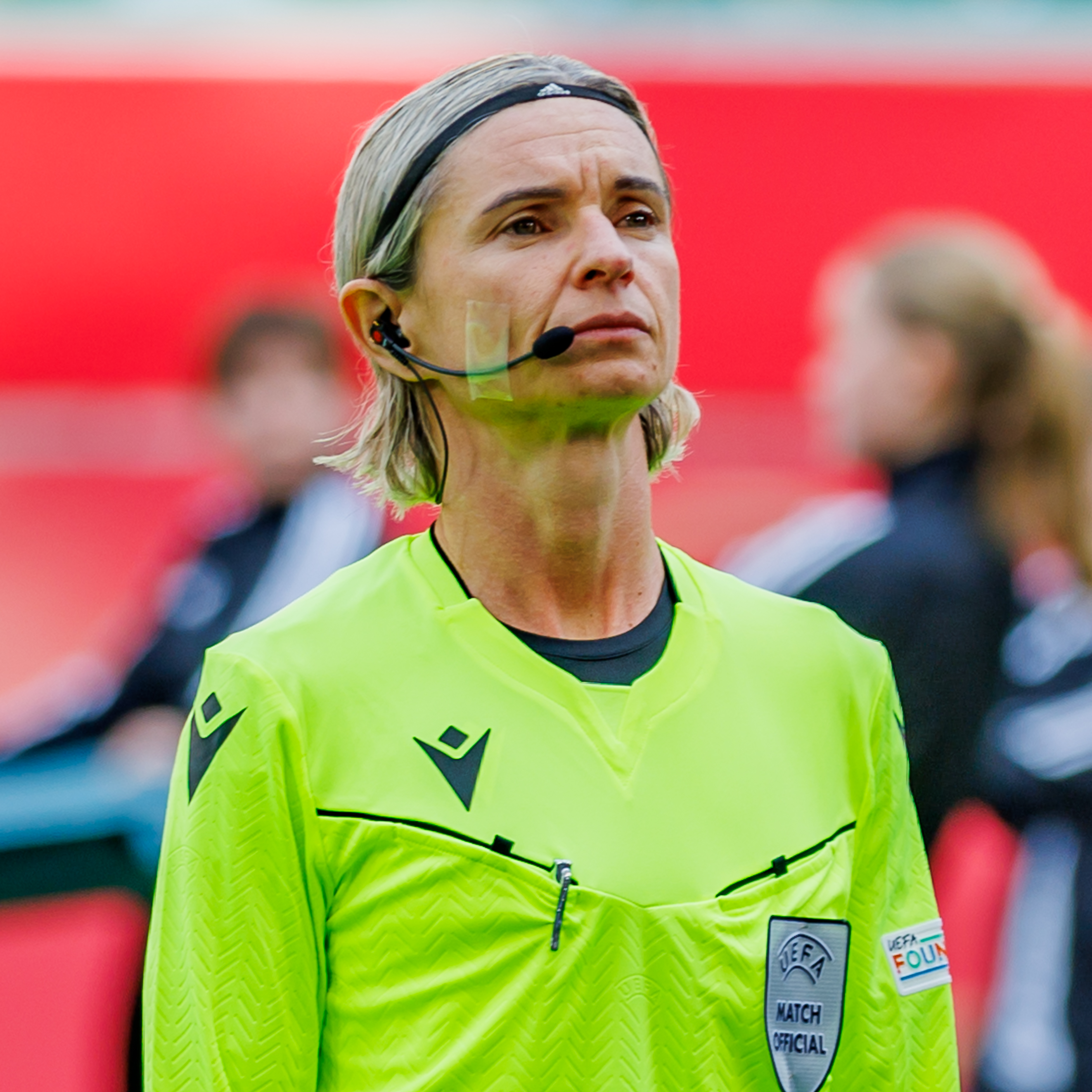
Lucie Ratajová (2025)

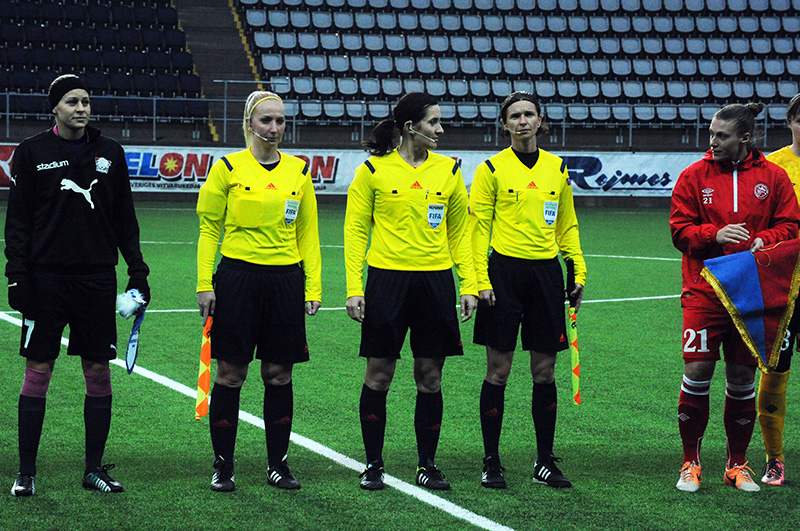
Lucie Ratajová (rechts) mit Olga Zadinová (Mitte) und Petra Simmerová (links)

Lucie Ratajová (* 2. Dezember 1979) ist eine tschechische Fußballschiedsrichterassistentin.

## Werdegang
Seit 2009 steht sie auf der Liste der FIFA-Schiedsrichter und leitet internationale Fußballspiele.
In der Saison 2010/11 wurde sie erstmals bei Spielen in der UEFA Women’s Champions League und in der Saison 2012/13 erstmals in der ersten tschechischen Herren-Liga eingesetzt.
Am 26. Mai 2011 leiteten Dagmar Damková, Lucie Ratajová und Adriana Šecová das Finale der Women’s Champions League 2010/11 zwischen Olympique Lyon und dem 1. FFC Turbine Potsdam (2:0).
Ratajová war unter anderem Schiedsrichterassistentin bei der Europameisterschaft 2013 in Schweden, bei der Weltmeisterschaft 2015 in Kanada, beim olympischen Fußballturnier 2016 in Rio de Janeiro, bei der Europameisterschaft 2017 in den Niederlanden, bei der Weltmeisterschaft 2019 in Frankreich, beim olympischen Fußballturnier 2020 in Tokio und bei der Europameisterschaft 2022 in England (im Schiedsrichtergespann von Jana Adámková).
Im Januar 2023 wurde Ratajová für die Weltmeisterschaft 2023 in Australien und Neuseeland nominiert.